# Le Creuset

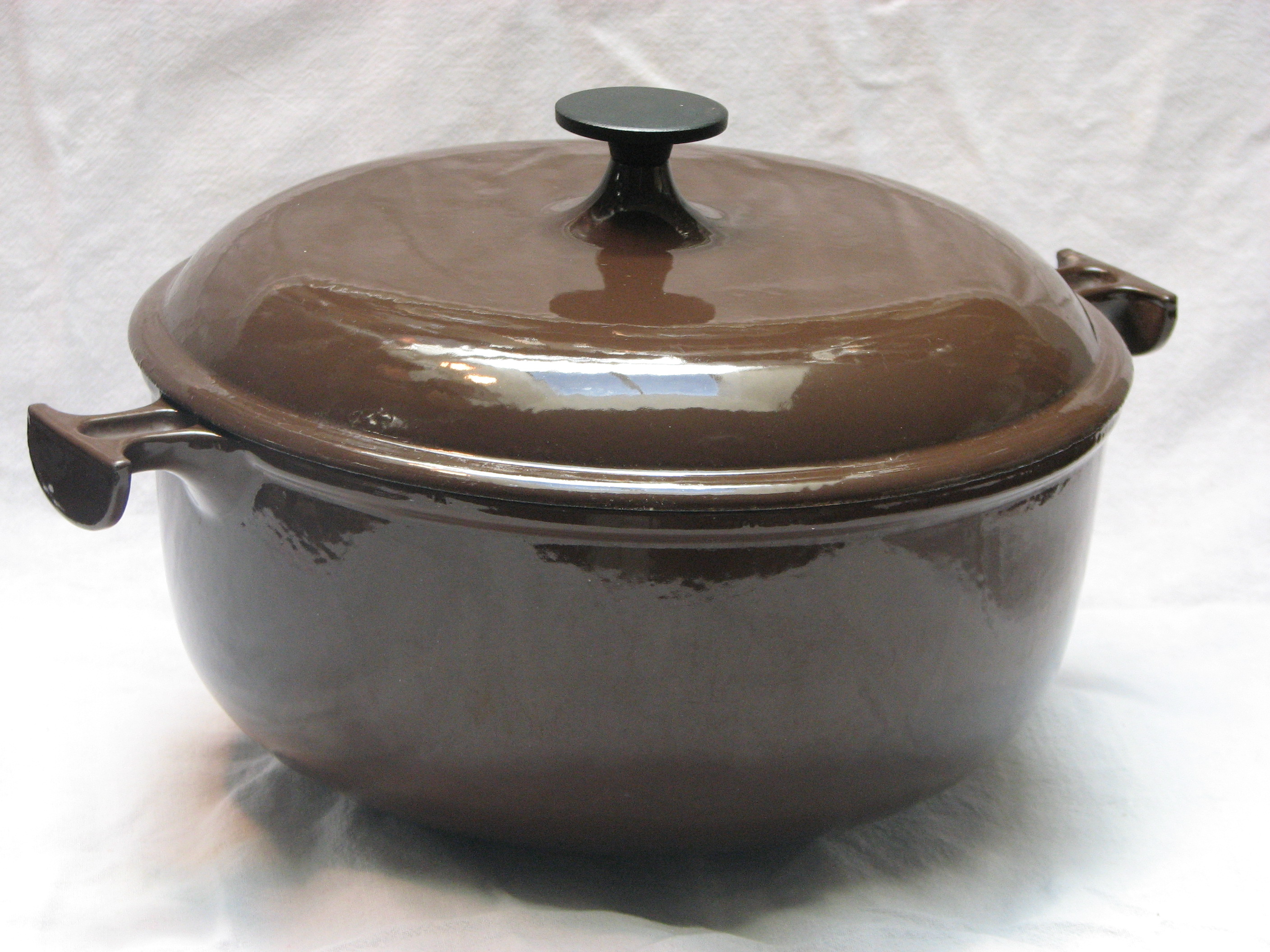
En produkt av Le Creuset.

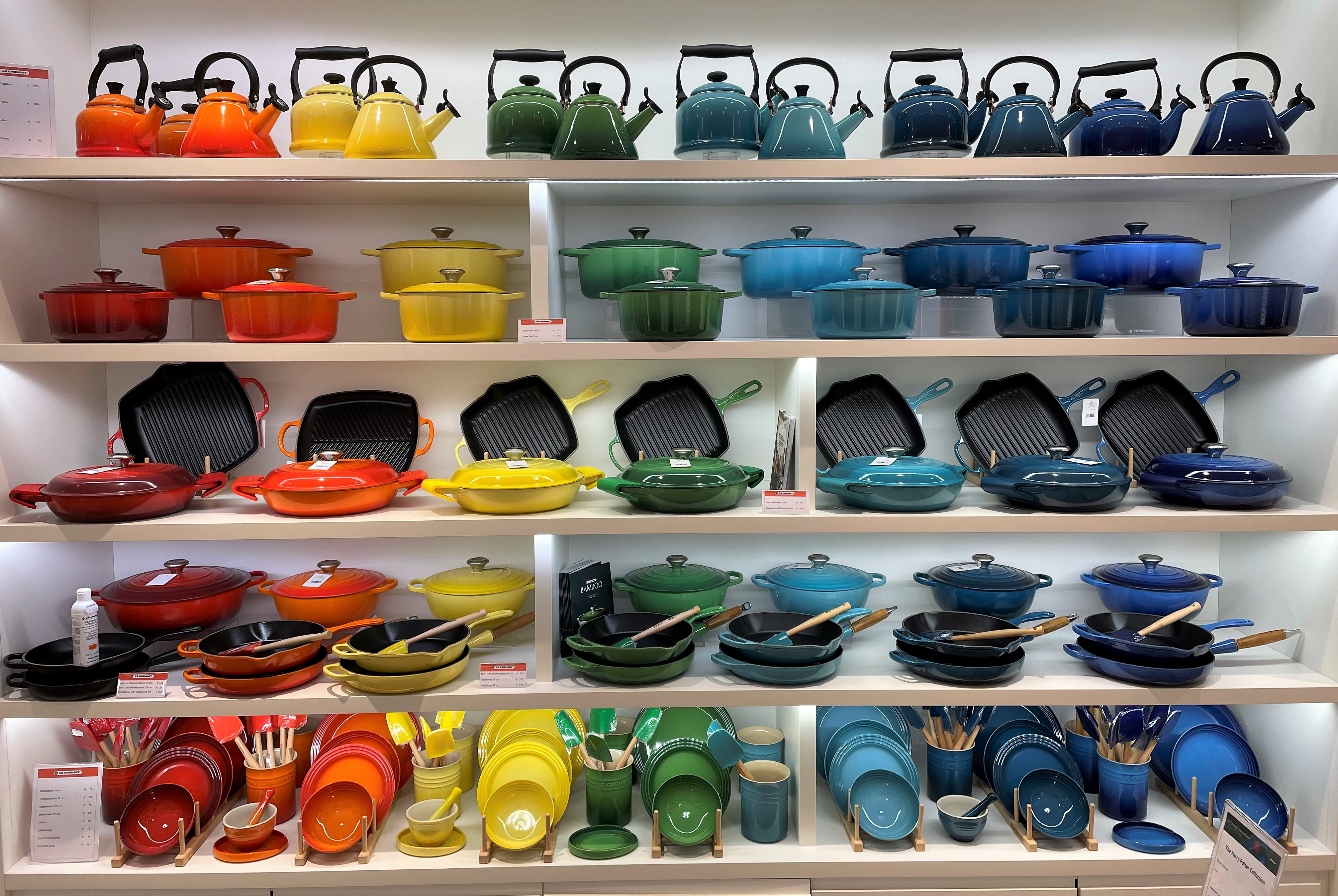
100 produkter av Le Creuset.

Le Creuset är en fransk tillverkare av köksredskap som grundades av två belgiska affärsmän som träffades på en mässa 1924. Huvudkontoret finns i Fresnoy-le-Grand och Le Creuset har kontor i över 60 olika länder.
Le Creuset är kända för sina emaljerade gjutjärnsgrytor. De har tillverkats efter samma metod sedan 1925.